# Centro Industrial de Aratu

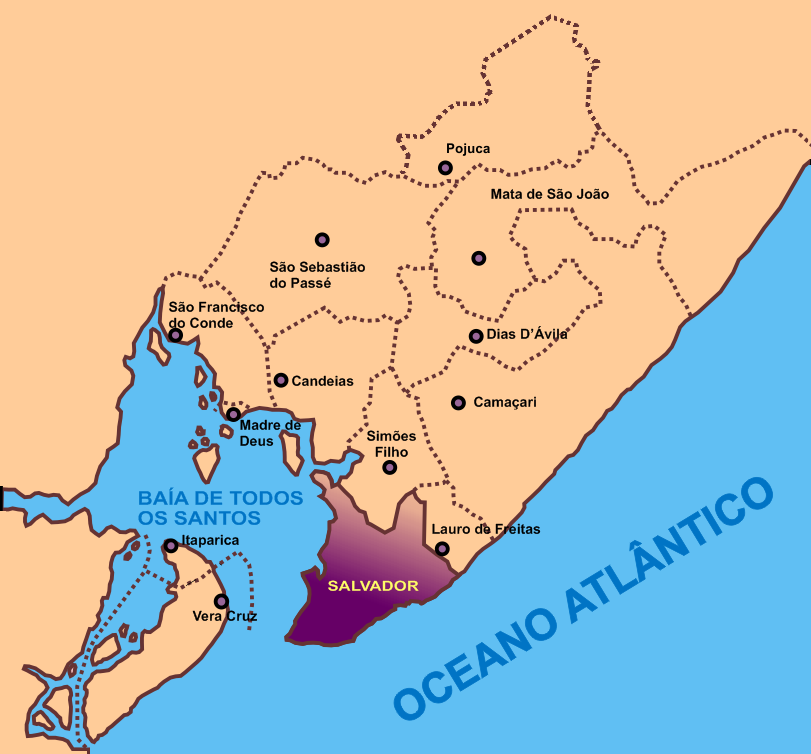
Mapa da RMS.

O Centro Industrial de Aratu (CIA) é um complexo industrial multissetorial fundado em 1967 localizado na Região Metropolitana de Salvador nos municípios de Simões Filho e Candeias, distante 18 km do centro de Salvador, 22,5 km do Polo Industrial de Camaçari, 15 km do Aeroporto Internacional de Salvador e 25 km do Porto de Salvador.
Em sua área encontra-se em operação o Porto de Aratu, além de empreendimentos dos segmentos químico, metal-mecânico, calçadista, alimentício, metalúrgico, moveleiro, de minerais não metálicos, plásticos, fertilizantes, eletroeletrônicos, bebidas, logística, têxtil, serviços e comércio.